# Eelco Uri
Eelco Uri (Rhenen, 5 december 1973) is een voormalig Nederlands waterpolospeler.
Eelco Uri nam tweemaal deel aan de Olympische Spelen, in 1996 en in 2000. Hij eindigde met het Nederlands team op de tiende en elfde plaats. In de competitie speelde Uri professioneel waterpolo voor ONN Nice, hij veroverde meerdere landstitels. In Nederland speelde hij onder andere voor VZC uit Veenendaal.
Na zijn actieve waterpolocarrière was Uri onder andere bondscoach van Engeland. Tegenwoordig is hij Directeur Waterpolo bij de Zwembond van Nieuw-Zeeland.
Arie van de Bunt · 
Gert de Groot · 
Arno Havenga · 
Koos Issard · 
Bas de Jong · 
Niels van der Kolk · 
Marco Kunz · 
Harry van der Meer · 
Hans Nieuwenburg · 
Joeri Stoffels · 
Eelco Uri · 
Wyco de Vries
Marco Booij · 
Bjørn Boom · 
Bobbie Brebde · 
Matthijs de Bruijn · 
Arie van de Bunt · 
Arno Havenga · 
Bas de Jong · 
Harry van der Meer · 
Gerben Silvis · 
Kimmo Thomas · 
Eelco Uri · 
Niels Zuidweg